# Zakaznik Kljazminsko-Loechski
Zakaznik Kljasminsko-Loechski (Russisch: Клязьминско-Лухский заказник) is gesitueerd in de oblast Vladimir in het Europese deel van Rusland. Het werd opgericht op 12 april 1994. De zakaznik is gecreëerd om het natuurlijke rivierstroomdal te beschermen, vanwege de aanwezigheid van zeldzame flora en daarnaast ook geschikt gemaakt voor de herintroductie van de wisent (Bison bonasus). De zakaznik is opgenomen in de lijst met beschermde watergebieden onder de Conventie van Ramsar.

## Biotoop
Het gebied bestaat voor 50% uit bossen, waaronder alluviale, loof-, gemengde en naaldbossen. Daarnaast bestaat het gebied voor 40% uit watergebieden, variërend van hoogvenen tot rivierstroomdalen en zeggenmoerassen. Een kleiner aandeel bestaat uit vochtige graslanden en akkerbouw.

## Fauna
Sinds 2004 zijn wisenten is het gebied geherintroduceerd. Er werden zes mannetjes uitgezet en vier vrouwtjes. In het eerste jaar stierven twee vrouwtjes doordat ze verdronken. In het jaar 2006 werden de eerste twee kalveren geboren. In 2015 werden er al 22 wisenten geteld. In het gebied leven ook kwartelkoningen (Crex crex) en bastaardarenden (Clanga clanga).